# Street Hoops
Street Hoops es un videojuego de streetball con música de Tommy Tallarico lanzado en 2002. El juego tiene jugadores de la vida real, tales como 1/2 Man 1/2 Amazing, Hot Sauce, Cypress Hill y Headache. Es menos dramático y más realista que el juego NBA Street, ya que los personajes no pueden saltar por completo sobre el aro. Al igual que NBA Street, es posible crear jugadores propios y jugar en canchas reales. El juego tiene tres modos diferentes: «Torneo Mundial», «Señor de la Cancha» y «Pick-up».

## Modos de juego

### Torneo Mundial
En este modo de juego, los jugadores del equipo viajan a través de los EE. UU. para jugar contra otros equipos en distintas canchas. Hay canchas desbloqueables, nuevas canchas, canchas secretas y mejores basquetbolistas. Este es el modo historia del juego. Hay cosas que se pueden desbloquear comprándolas, mientras que otras solo pueden obtenerse al completar, en diferentes modos de juego, varias partidas. Este es un modo de un jugador, con la posibilidad de tener otros jugadores en el equipo; sin embargo, las ganancias de este modo solo se guardan en el progreso del primer usuario. La progresión a través del modo es a través del primer jugador. Otros jugadores solo sirven como compañeros de equipo durante las partidas.

### Señor de la Cancha
Este modo de juego es lo contrario al modo Torneo Mundial. El jugador principal juega en casa y el resto de equipos vienen a retarle. Si el jugador puede mantener a todos fuera de su «territorio», desbloqueará películas de streetball, personajes secretos y ropa. Este es un modo de un jugador, con la posibilidad de tener otros jugadores en el equipo; sin embargo, las ganancias de este modo sólo se guardan en el progreso del primer usuario. La progresión a través del modo es a través del primer jugador. Otros jugadores solo sirven como compañeros de equipo durante las partidas.

### Pick-Up
Este es el modo de exhibición del juego. El jugador puede elegir jugar con cancha entera o solo la mitad y con los equipos que quiera, siempre y cuando los haya desbloqueado en el Torneo Mundial. Este es el modo multijugador. En este modo cada jugador del equipo ganador obtendrá 100 $ por partida.

## Tiendas
En streetball, los jugadores pueden ir a tiendas reales para conseguir atuendos para sus personajes. Los jugadores pueden ir al salón de tatuajes, a la casa de empeños/joyería, a un corredor de apuestas, a una peluquería y a Footaction USA.

### Corredor de Apuestas
Aquí es donde los jugadores pueden sacar el máximo provecho de su dinero en el juego. Los jugadores no pueden apostar más dinero del que tienen, pero no pueden retirar apuestas después de haberlas hecho. Antes de comenzar el juego, los jugadores pueden hacer apuestas sobre diversos aspectos del juego, tales como:
- Ganador
- La mayoría de los puntos de la mitad de tiempo
- La mayoría de robos
- La mayoría de 3-puntos
- La mayoría de mates
- La mayoría de los bloques

### USA Footaction
Aquí los jugadores pueden comprar ropa para sus personajes. Los tipos de ropa disponibles incluyen camisas, pantalones, zapatos, sombreros y accesorios. Hay 16 diferentes líneas de ropa, todas ellas existentes en la vida real:
- Ball 4 Life
- AND1
- Dadá
- D-UP
- Ecko
- Enyce
- 57 Fake
- Fila
- Cabra Gear
- P Miller
- Pure Playaz
- Rocawear
- Sean John
- Southpole
- Triple 5 Soul
- Varcity

## Canchas
Las canchas que aparecen en el juego son lugares de la vida real.
- «Shoot Run N», en Atlanta, Georgia.
- «Shakespeare Park», en Nueva Orleáns, Luisiana.
- «Granjero del Parque», en Francés Lick, Indiana.
- «Madison Square facilidad de recreación», también conocida como «La Cúpula», en Baltimore, Maryland.
- «11 y los Tribunales de Lombard», en Philadelphia, Pennsylvania.
- «Jackson Court Park», en Chicago, Illinois.
- «Mosswood Park», también conocido como «El Moss», en Oakland, California.
- «West 4th Street tribunales», también conocido como «The Cage», en Nueva York, Nueva York.
- «Venecia Tribunales Beach», en Venecia, Los Ángeles, California.
- «Rucker Park», en Nueva York, Nueva York.
- «La Perla», en San Juan, Puerto Rico.